# Paradoxa de Moravec
La paradoxa de Moravec és el descobriment en el camp de la intel·ligència artificial (IA) i robòtica que, de manera antiintuïtiva, el pensament raonat humà (el pensament intel·ligent i racional) requereix relativament poca computació, mentre que les habilitats sensorials i motores, no conscients i compartides amb molts altres animals, requereixen grans esforços computacionals. Aquest principi va ser postulat per Hans Moravec, Rodney Brooks, Marvin Minsky i altres a la dècada de 1980. Moravec va afirmar: «comparativament és fàcil aconseguir que els ordinadors mostrin capacitats similars a les d'un humà adult en tests d'intel·ligència, i difícil o impossible aconseguir que tinguin les habilitats perceptives i motrius d'un nadó d'un any».
Marvin Minsky va escriure «En general, no som conscients de les nostres millors habilitats», afegint que «som més conscients dels petits processos que ens costen que dels complexos que es realitzen de forma fluida»
Una explicació possible a la paradoxa deriva de la teoria de l'evolució. D'acord amb la selecció natural, les capacitats humanes han estat mantingudes i optimitzades; més encara, com més antigues són aquestes habilitats, més temps hi ha hagut per perfeccionar-les. D'aquesta manera, com que el pensament abstracte és un descobriment relativament recent en termes evolutius, podria ser que no s'hagués aconseguit una solució eficient per manca de temps.

## La base biològica de les capacitats humanes
Una possible explicació de la paradoxa, que ofereix Moravec, es basa en l'evolució. Totes les habilitats humanes s'implementen biològicament utilitzant maquinària dissenyada pel procés de la selecció natural. En el curs de la seva evolució, la selecció natural ha tendit a preservar aquelles millores en el disseny i les optimitzacions. Com més antiga és una habilitat, més temps ha tingut la selecció natural per millorar-ne el disseny. El pensament abstracte es va desenvolupar recentment, per tant, no hem d'esperar que la seva aplicació sigui especialment eficient.

Com Moravec escriu:
Codificada en porcions sensorials i motores altament evolucionades del cervell humà, hi ha mil milions d'anys d'experiència sobre la naturalesa del món i com sobreviure-hi. El deliberat procés que anomenem raonament és, crec, la capa més prima del pensament humà, eficaç només perquè es recolza en el més antic i molt més potent, encara que en general inconscient, coneixement sensorial motor. Tots som prodigis en àrees perceptives i motores, tan bons que fem veure fàcil el que és difícil. El pensament abstracte, però, és un truc nou, potser amb menys de 100.000 anys d'antiguitat. Encara no ho hem dominat. No és del tot intrínsecament difícil; només sembla així quan ho fem.
Una manera compacta d'expressar aquest argument seria:
- Hem d'esperar que la dificultat d'aplicar enginyeria inversa sobre qualsevol habilitat humana hagi de ser, si fa no fa, proporcional a la quantitat de temps que l'habilitat ha pres evolucionant en els animals.
- Les habilitats humanes més antigues són, en gran part, inconscients i per això semblen fàcils.
- Per tant, cal esperar que les habilitats que aparentin ser fàcils siguin difícils d'aplicar enginyeria inversa, però aquelles habilitats que requereixen esforç no necessàriament pot ser difícil de dissenyar en absolut.

Alguns exemples de les habilitats que han anat evolucionant durant milions d'anys són: el reconeixement facial, desplaçament a l'espai, jutjar les motivacions de les persones, capturar una pilota, reconeixement de veu, establiment d'objectius assolibles, parar atenció a les coses interessants;  tot allò que tingui a veure amb la percepció, l'atenció, la visualització, les habilitats motores i habilitats socials per exemple.
Alguns exemples d'habilitats que han aparegut més recentment són: les matemàtiques, l'enginyeria, els jocs humans, la lògica i la majoria del que anomenem ciència. Aquestes habilitats resulten ser difícils per a nosaltres, ja que no són per allò que els nostres cossos i cervells es van desenvolupar principalment. Aquestes són habilitats i tècniques adquirides recentment i han tingut uns quants milers d'anys per ser refinats, principalment per l'evolució cultural.

## Influència històrica sobre la intel·ligència artificial
En els primers dies de recerca sobre la intel·ligència artificial (IA), els principals investigadors sovint van predir que ells serien capaços de crear màquines pensants en poques dècades. El seu optimisme provenia en part del fet que havien tingut èxit a escriure programes que utilitzen lògica, resoldre problemes algebraics i geomètrics, i jugaven jocs com les dames i els escacs. La lògica i l'àlgebra són complicats per a les persones, per això són considerats un signe d'intel·ligència. Assumiren que, tenint (gairebé) resolts els problemes "difícils", els problemes "fàcils" de la visió i el raonament del sentit comú serien aviat resolts. Però es van equivocar, i una de les raons és que aquests problemes no són gens fàcils, sinó increïblement difícils. El fet que havien resolt problemes com la lògica i l'àlgebra era irrellevant perquè aquests problemes són extremadament fàcils per ser resolts per màquines.
Rodney Brooks explica que, segons les primeres investigacions d'IA, la intel·ligència és "millor caracteritzada com les coses que els científics altament educats troben desafiant", com els escacs, la integració simbòlica, demostració de teoremes matemàtics i resoldre problemes d'àlgebra complicats. "Les coses que els nens de quatre o cinc anys podien fer sense esforç, com distingir visualment entre una tassa de cafè i una cadira, o caminar en dues potes, o trobar el camí des del seu dormitori a la sala no eren considerats com a activitats que requerissin intel·ligència."
Això portaria Brooks a seguir una nova adreça a la intel·ligència artificial i la robòtica. Va decidir construir màquines intel·ligents amb "Sense cognició. Només detecció i acció. Això és tot el que construiré, completament deixant de banda el que tradicionalment es va pensar com la intel·ligència de la intel·ligència artificial." "4' Aquesta nova adreça, a la qual va anomenar "Nouvelle IA" va ser molt influent en la robòtica i la IA.

## Recepció
El lingüista i el científic cognitiu Steven Pinker analitza el principal aprenentatge dels investigadors d'IA. Al seu llibre The Language Instinct, destaca:
La principal lliçó de trenta-cinc anys de recerca a IA és que els problemes difícils són fàcils i els problemes fàcils són difícils. Les habilitats mentals d'un nen de quatre anys que donem per fet, reconèixer una cara, aixecar un llapis, creuar una habitació, respondre una pregunta, de fet, resolen alguns dels problemes d'enginyeria més difícils mai concebuts... Amb l'aparició d'una nova generació de dispositius intel·ligents, seran els analistes de valors i els enginyers petroquímics i els membres de la junta de llibertat condicional puguin quedar obsolets per les màquines. D'altra banda, els jardiners, recepcionistes i cuiners poden estar segurs en els seus treballs en les properes dècades.